# هوگو سیکه
هوگو سیکه (زاده ۹ ژوئیه ۲۰۰۲) بازیکن فوتبال بلژیکی است که در پست دفاع راست برای باشگاه فوتبال فرایبورگ در بوندس‌لیگا، بالاترین سطح فوتبال آلمان بازی می‌کند.

## دوران حرفه‌ای

### استاندارد لیژ
در ۲۰ ژوئیه ۲۰۲۰، سیکه اولین قرارداد حرفه‌ای خود را با باشگاه فوتبال استاندارد لیژ امضا کرد. او اولین بازی حرفه‌ای خود را با استاندارد لیژ در جریان شکست ۳ بر ۱ در بازی‌های لیگ اروپا مقابل باشگاه فوتبال لخ پوزنان در ۵ نوامبر ۲۰۲۰ انجام داد.

### فرایبورگ
در اوایل دسامبر ۲۰۲۱، اعلام شد که سیکه برای نیم فصل دوم ۲۰۲۱–۲۰۲۲، در ازای ۴/۵ میلیون یورو، به باشگاه باشگاه فوتبال فرایبورگ خواهد پیوست.